# Heteropoda parva
Heteropoda parva är en spindelart som beskrevs av Jäger 2000. Heteropoda parva ingår i släktet Heteropoda och familjen jättekrabbspindlar. Inga underarter finns listade i Catalogue of Life.